# Hulub, Botoșani
Hulub este un sat în comuna Dângeni din județul Botoșani, Moldova, România.

## Personalități
- Demostene Botez (1893 - 1973), academician, avocat, publicist și scriitor.

 Acest articol despre o localitate din județul Botoșani este deocamdată un ciot. Puteți ajuta Wikipedia prin completarea lui.